# Sietske (Sängerin)
Sietske Roscam Abbing (* 11. Dezember 1985) ist eine niederländische Jazzmusikerin (Gesang, Komposition, Textdichterin), die als Sängerin unter ihrem Vornamen Sietske auftritt.

## Leben und Wirken
Sietske studierte an den Konservatorien von Arnhem, Utrecht und Amsterdam Gesang (Bachelor 2010). Parallel dazu begann sie ihre Karriere in der Clubszene der Niederlande als Leiterin der Soul/Jazz-Crossover-Band Follow Alice, mit der sie in Zusammenarbeit mit dem Gitarristen Martijn Michel 2010 ein erstes Album Outside herausbrachte. Sie setzte ihr Studium in Amsterdam und am Boyer College der Temple University in Philadelphia bis 2012 fort, wobei sie in ihrer Abschlussarbeit die Synthese von Text und Musik am Beispiel des deutschen Kunstliedes im 19. Jahrhundert behandelte.
Im Frühjahr 2012 gründete sie gemeinsam mit dem Pianisten Dirk Balthaus ein Jazzquintett, mit dem sie 2014 das Album Where It Starts Again, das gute Kritiken erhielt, und 2017 das Album Leaving Traces mit Eigenkompositionen veröffentlichte.
Sietske lehrt an der True School of Music in Mumbai, wo sie die Abteilung für westlichen Gesang leitet.